# Musée national des beaux-arts du Québec
Le Musée national des beaux-arts du Québec (MNBAQ), dit autrefois musée de la province de Québec, puis Musée du Québec, est un musée québécois des beaux-arts situé à Québec. Il a pour mission « de faire connaître, de promouvoir et de conserver l'art québécois de toutes les périodes, de l'art ancien à l'art actuel, et d'assurer une présence de l'art international par des acquisitions, des expositions et d'autres activités d'animation ».
La collection permanente du musée compte plus de 42 000 œuvres (peintures, sculptures, dessins, photographies, estampes et objets d’art décoratif), essentiellement produites au Québec ou par des artistes québécois, et dont certaines remontent au XVIIe siècle.
Depuis 1987, le musée abrite une bibliothèque en ses murs.
Le jardin de sculptures Julie et Christian Lassonde, composé de 15 œuvres, borde le musée. On peut y voir, entre autres, des sculptures de Jean Paul Riopelle, Claude Tousignant, Armand Vaillancourt, Charles Daudelin, Jean-Pierre Morin et Ludovic Boney.

## Historique
Inauguré en 1933, le musée est d’abord connu sous le nom de « musée de la province de Québec. » Il est la première institution muséologique créée par le gouvernement du Québec. À cette époque, le pavillon de style Beaux-Arts nouvellement construit abrite les Archives de la province de Québec, les collections de sciences naturelles et une collection de beaux-arts. Les collections de sciences naturelles quittent le Musée en 1962.
Dans la foulée des travaux de réorganisation et de modernisation de l’institution, en 1963, le Musée change de nom et porte désormais le nom de « musée du Québec ». Parmi les expositions qui ont marqué son histoire, l’exposition Toutankhamon fait courir les foules en 1965.
En 1979, les Archives nationales du Québec sont déplacées au pavillon Louis-Jacques-Casault, sur le campus de l’Université Laval à Sainte-Foy.
La loi sur les musées nationaux transforme le musée en société d’État, en 1983. Sa collection est dorénavant constituée uniquement d’œuvres d’art. Parmi les faits marquants de la décennie, l’exposition Tableaux de maîtres français impressionnistes et postimpressionnistes de l’Union soviétique attire 135 000 visiteurs en six semaines en 1986.
Trop à l’étroit, le Musée doit effectuer d’importants travaux d’agrandissement et de rénovation. C’est en 1991 que l’ancienne prison de Québec, bâtiment adjacent au musée, est restaurée pour faire partie intégrante du complexe muséologique. Nouveau fait d’armes de l’institution en 1998, l’exposition Rodin à Québec, qui attire 525 000 visiteurs durant les 103 jours de l’événement. Parmi les acquisitions majeures du musée, on note le tableau de Jean-Paul Riopelle en 2000, L’Hommage à Rosa Luxemburg. L’œuvre est exposée en permanence au Musée dans une salle consacrée à l’artiste québécois. En 2001, le musée s'illumine de mille feux grâce au plan de mise en lumière de la Commission de la capitale nationale du Québec.
En 2002, le Musée du Québec change de nouveau de dénomination et devient le Musée national des beaux-arts du Québec. Par ailleurs, des aquarelles de Benjamin Fisher – représentant la ville de Québec – sont acquises en 2003; les œuvres avaient été découvertes au Balliol College d’Oxford. En 2005, le collectionneur Raymond Brousseau avec la collaboration d’Hydro-Québec, fait don au MNBAQ de 2635 œuvres d’art inuit.
Le mécène Pierre Lassonde se retrouve à la présidence du conseil d’administration du MNBAQ en 2005. Favorable au projet d’agrandissement du musée pour le 21e siècle, il permet l’acquisition d'une parcelle de terrain des frères Dominicains sur la Grande Allée en 2007, grâce à une contribution personnelle de 3,9 M$.
En 2008, à l’occasion des 75 ans du musée, l’exposition Le Louvre à Québec. Les arts et la vie – une des manifestations des célébrations du 400e anniversaire de la fondation de la ville de Québec – attire plus de 450 000 personnes au musée. D'ailleurs pour l'année 2008-2009, le musée accueille près de 600 000 visiteurs.
En 2010, le musée choisit le concept de la firme néerlandaise OMA de Rem Koolhaas et Provencher_Roy et Associés de Montréal pour la réalisation de l'agrandissement du musée au terme d'un concours international d'architecture, qui a reçu 108 propositions de 19 pays.

## Pavillons

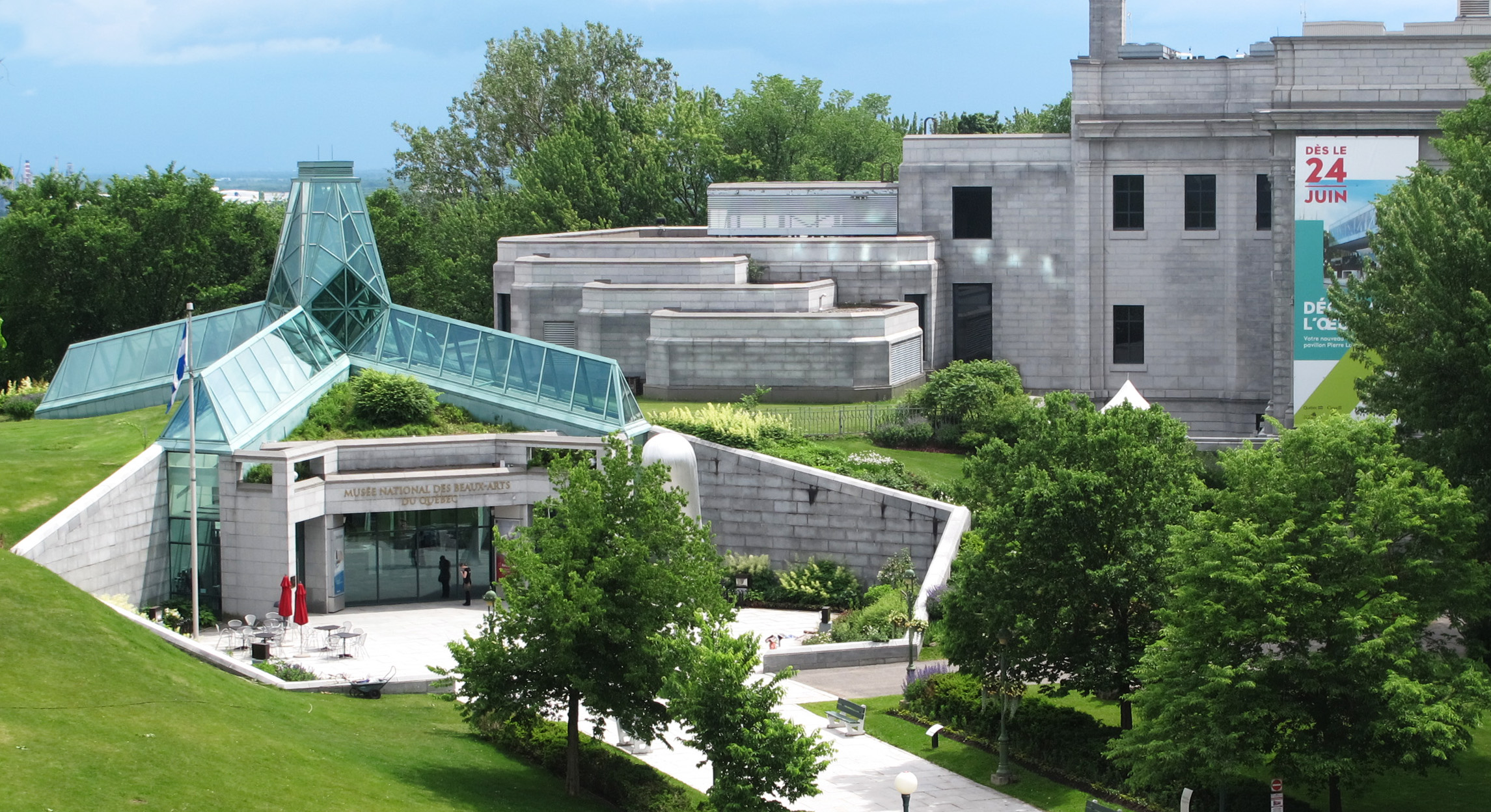
Pavillon central et pavillon Gérard-Morisset à droite

Le complexe muséal du Musée national des beaux-arts du Québec est composé de quatre pavillons : le pavillon Gérard-Morisset, le pavillon Charles-Ballairgé, le pavillon central et le nouveau pavillon Pierre-Lassonde sur la Grande Allée. Ils abritent 18 salles d'exposition au total.
Depuis l’automne 2001, grâce au « Plan lumière » de la Commission de la capitale nationale du Québec, les pavillons du musée sont illuminés au crépuscule.

### Pavillon Gérard-Morisset

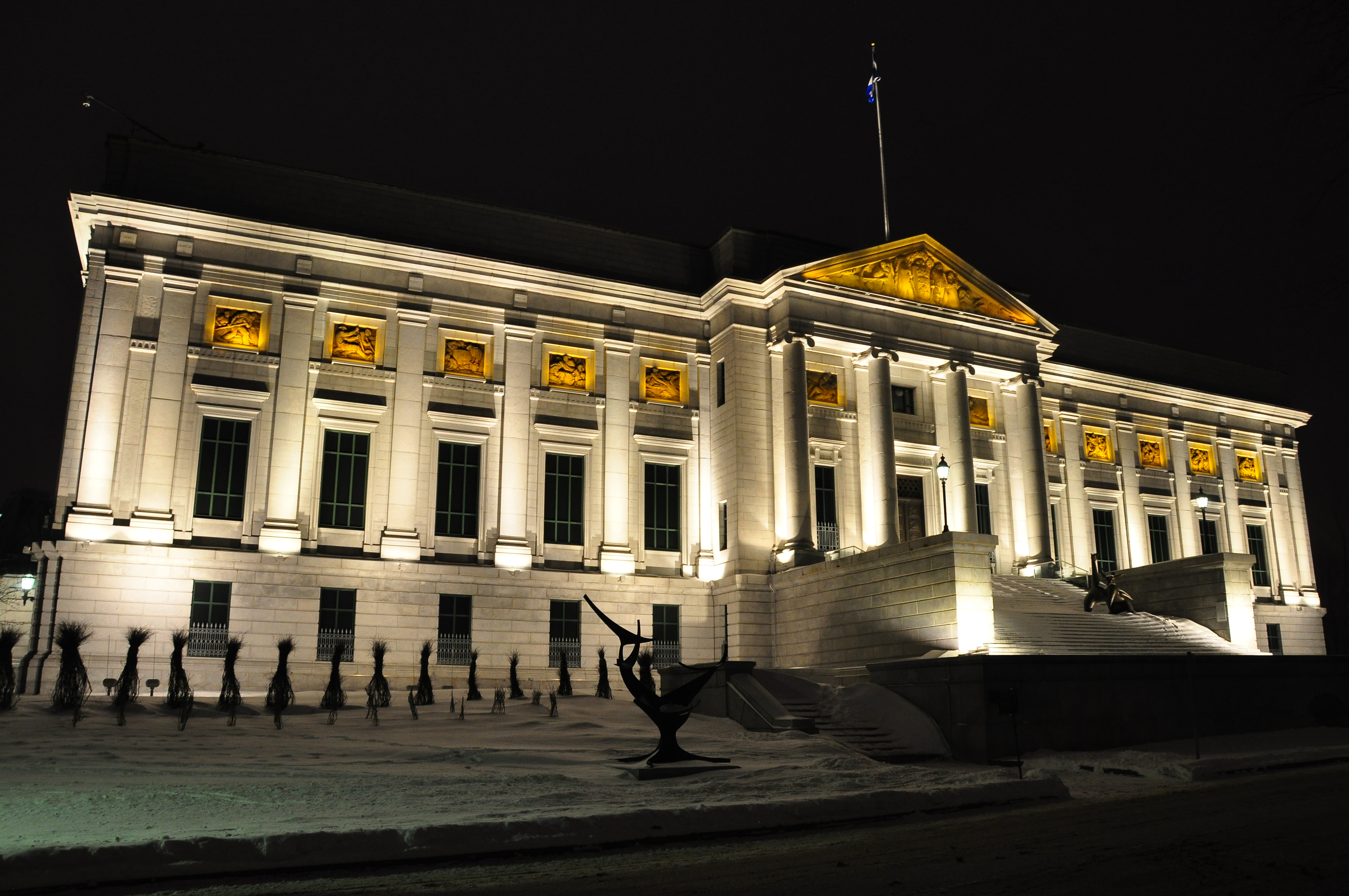
Pavillon Gérard-Morisset

Il faut attendre près de trois ans après la sanction de la Loi concernant les musées de la province pour que ne se mettent en branle les premières étapes concrètes devant mener à la construction du Musée de la province. En effet, en septembre 1925, le ministre des Travaux publics invite l'architecte québécois Raoul Chênevert à soumettre un projet au gouvernement. Ce dernier s'associera à l'architecte français Maxime Roisin pour proposer les plans d'un bâtiment de style Beaux-Arts. Ce projet ne sera finalement pas retenu puisque c'est l'architecte québécois Wilfrid Lacroix, recommandé par le premier ministre Taschereau, qui sera nommé architecte du projet en décembre 1926. Lacroix proposera également un bâtiment de style Beaux-Arts, mais avec des lignes plus sobres et plus néo-classiques que dans la proposition de son confrère Chênevert. Les plans seront finalement approuvés en mai 1927. À l'été 1927, la Commission des champs de bataille nationaux cèdera le terrain où sera érigé le musée. La construction débutera un an plus tard, en mai 1928, et se terminera au début de l'année 1931,.
L'édifice a été inauguré le 5 juin 1933. Les plafonds sculptés, les colonnes surmontées de chapiteaux et les matériaux nobles contribuent à la solennité et à la prestance du bâtiment. Le parement extérieur, en granit gris argent de Saint-Samuel, est rehaussé en façade par l'œuvre du sculpteur québécois Émile Brunet. Ce dernier a en effet réalisé les bas-reliefs et les portes monumentales de bronze ainsi que le tympan de granit en haut-relief du fronton.
Le pavillon Gérard-Morisset abrite les salles d'exposition 1 à 8. Jusqu’en 1991, le Musée occupait uniquement ce bâtiment.

### Pavillon Charles-Baillairgé
Au milieu du XIXe siècle, la prison de Québec, rue Saint-Stanislas, fait face à un problème de surpopulation et d'insalubrité. Pour remédier au problème, le gouvernement annonce au début de l'année 1856 la tenue d'un concours pour la construction d'une nouvelle prison. Quatre ans plus tard, les gagnants du concours se voient décerner leurs prix, mais le gouvernement ne retient pas leurs services. C'est plutôt l'architecte québécois Charles Baillairgé qui est choisi.

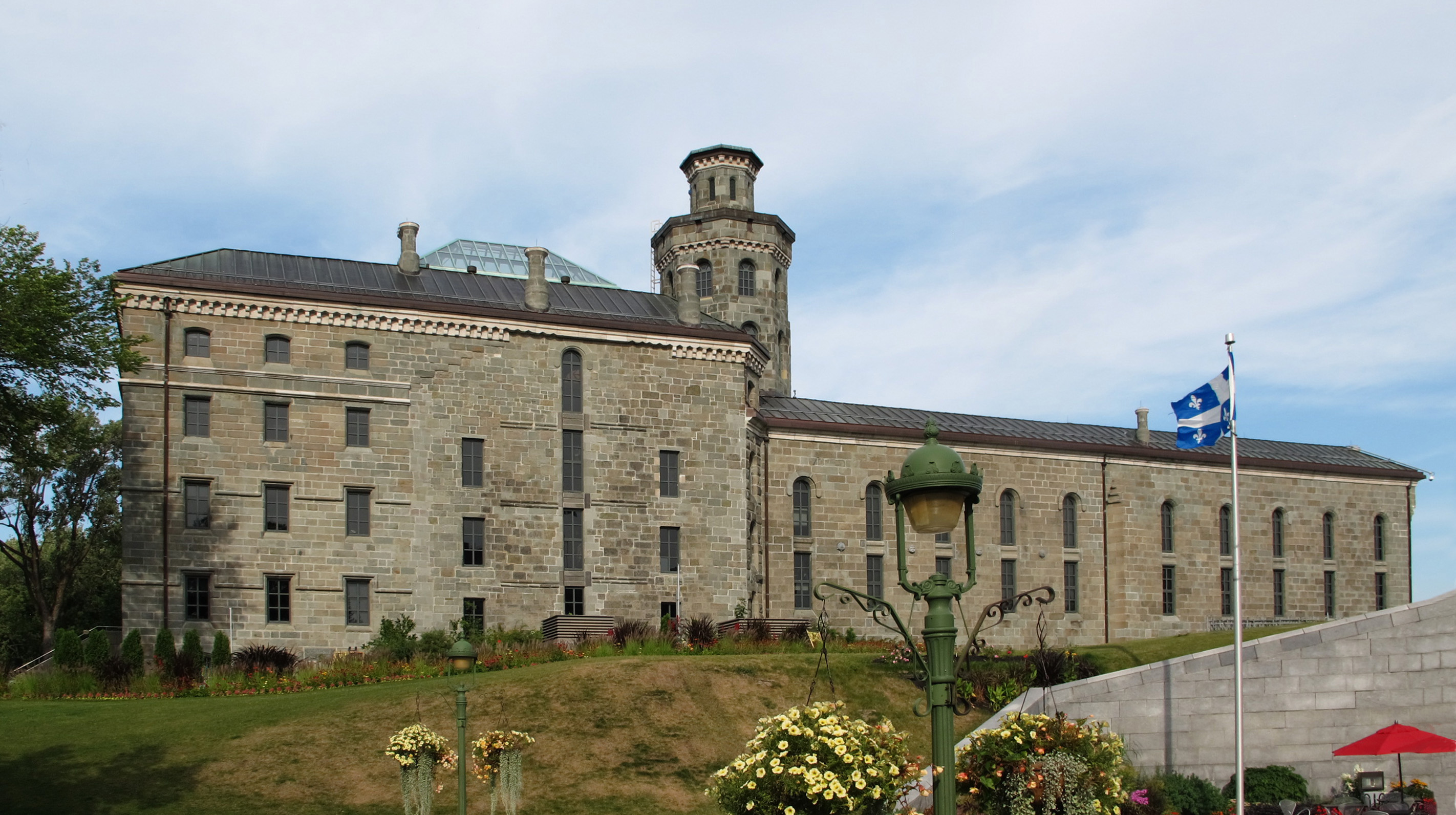
Pavillon Charles-Baillairgé

Les travaux de construction débuteront au printemps 1861. Ils ne se termineront qu'en janvier 1867, après des retards, des interruptions et des dépassements de coûts qui feront scandale. Les plans initiaux de Baillairgé prévoyaient un édifice symétrique. Cependant, l'aile ouest ne sera jamais construite. Le bâtiment, d'inspiration Renaissance italienne, a un caractère austère et imposant, en adéquation avec sa fonction carcérale. Un mur d'enceinte (aujourd'hui disparu) et un allongement de l'aile sud seront réalisés entre 1869 et 1872.
Après avoir servi à la fonction carcérale pendant plus d'un siècle, l'édifice est abandonné au début octobre 1970, au profit de la nouvelle prison d'Orsainville. Une auberge de jeunesse y est aménagée temporairement au début des années 1970, mais le bâtiment sera par la suite de nouveau déserté. Dans les années 1980, le musée cherche à s'agrandir. Il proposera au ministère des Affaires culturelles un projet d'agrandissement comprenant l'intégration de l'ancienne prison ainsi que la construction d'un nouveau pavillon de liaison (futur pavillon central). Le projet sera approuvé au printemps 1987. En 1988, le ministère des Transports cède le bâtiment au musée pour une somme symbolique. Les travaux sont lancés au début de l'année 1989 et nécessitent la fermeture du musée pendant environ 9 mois. Le pavillon Charles-Baillairgé ouvre ses portes au public le 18 mai 1991,.
Le pavillon Charles-Baillairgé abrite les salles d'exposition 9 à 12, la bibliothèque, la salle du conseil, un café et des locaux administratifs. Des cachots (bloc cellulaires) y ont également été conservés pour témoigner de la vie carcérale au siècle dernier. Il s'agit du bloc 6, réservé aux criminels dangereux et aux condamnés à mort, et du bloc 11, où étaient notamment enfermés les ivrognes et les vagabonds. La tour de guet, jadis le point le plus élevé de la ville, est aujourd'hui accessible aux visiteurs et abrite une sculpture de l'artiste québécois David Moore,. Le pavillon est temporairement fermé aux visiteurs à compter du 4 avril 2022.

### Pavillon central

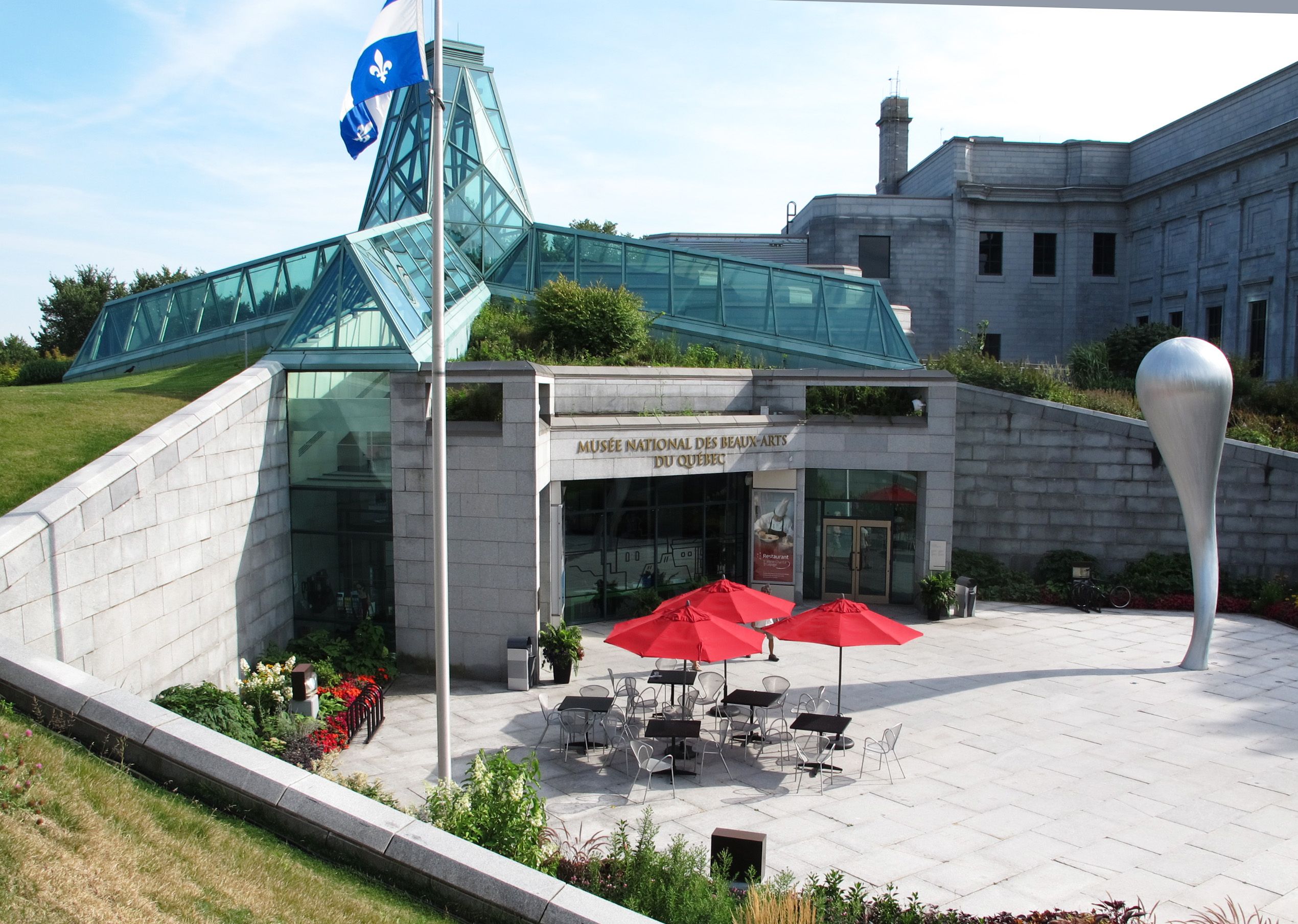
Pavillon central. À droite, Trombe, sculpture de Jean-Pierre Morin.

Le concept du pavillon central a été élaboré par l'architecte, designer et ethnologue québécois Cyril Simard, à l'époque directeur de la planification et du développement du musée. Le pavillon a été conçu notamment pour permettre l'intégration harmonieuse de l'ancienne prison (actuel pavillon Charles-Baillairgé). Simard imagine cette intégration selon deux axes : l'axe "mémoire" liant les pavillons Morisset et Baillairgé, et l'axe "écologie", liant la ville et le parc.
Les architectes de la firme québécoise Dorval et Fortin, Architectes affineront par la suite le concept de Cyril Simard. L'annonce de l'approbation finale du projet par le gouvernement se fait le 15 octobre 1987. Doté d'un budget de 23 millions de dollars (qui comprend également l'intégration de l'ancienne prison), qui sera par ailleurs respecté, le nouveau pavillon ouvrira ses portes au public le 18 mai 1991. Dorval et Fortin, Architectes décriront le nouveau pavillon comme le symbole d'un musée ouvert, respectueux de l'intégrité des deux autres pavillons et marquant la présence contemporaine du musée dans la ville, ce dont témoignent effectivement ses murs de verre, son revêtement de granit et son toit végétal,.
Le pavillon central abrite des espaces fonctionnels du Musée: un auditorium à sièges rétractables, le restaurant ainsi que le salon Paul-Rainville. Les axes en "X" de la toiture de verre, qui se croisent au lanterneau, se prolongent du côté nord par deux "bras" de granit définissant le parvis du Musée, tandis que du côté sud, ces axes se prolongent pour former une terrasse triangulaire.

### Pavillon Pierre-Lassonde

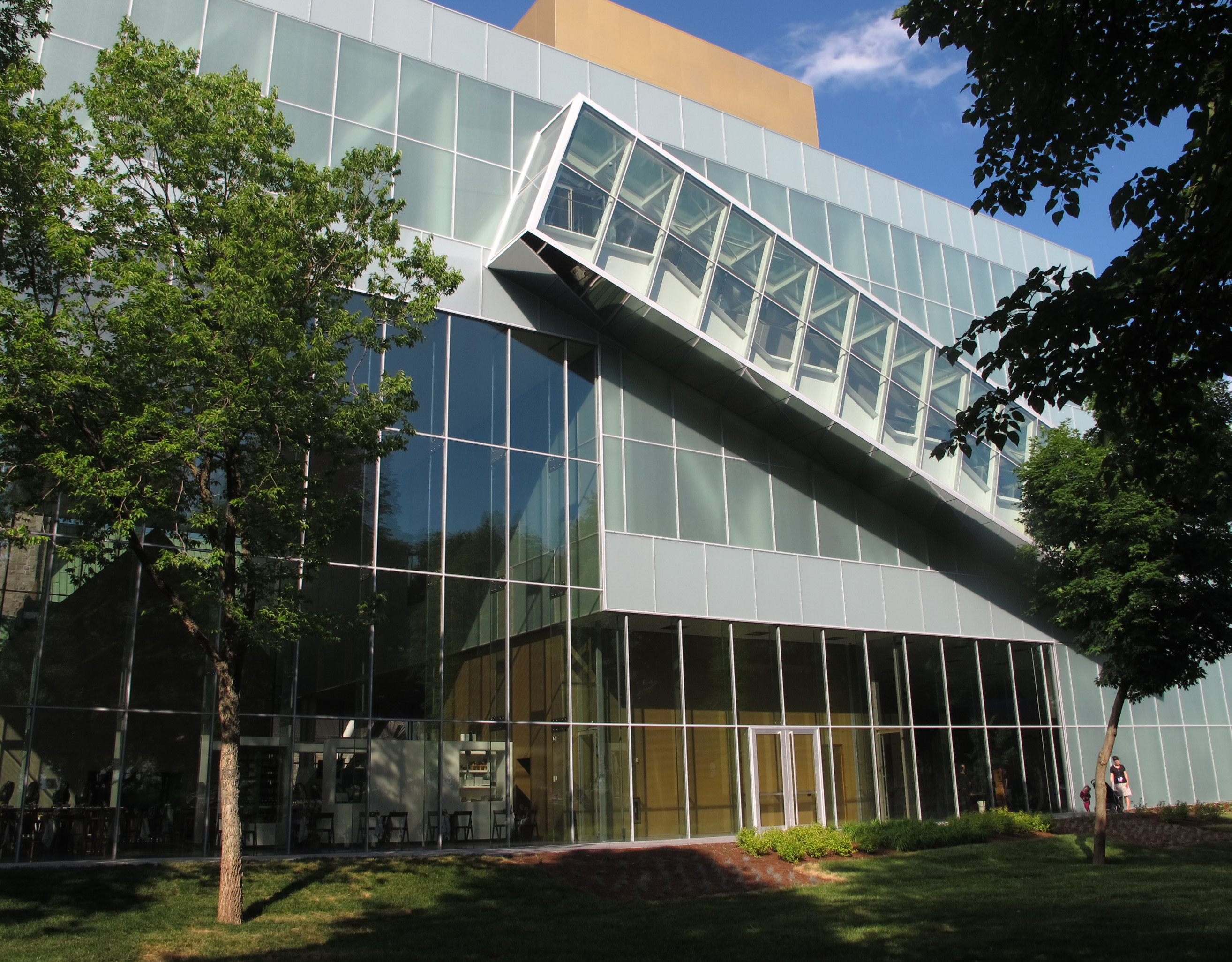
Pavillon Pierre-Lassonde

Pour continuer de grandir et surtout afin de mettre en valeur un pourcentage plus significatif de ses collections, le MNBAQ a amorcé, en 2011, la construction d’un nouveau pavillon sur le terrain de l’ancien couvent des Dominicains, à proximité de ses autres bâtiments. Le projet (de 103 M$ CAN) a été confié à la firme d’architecture OMA (Office for Metropolitan Architecture) de Rotterdam, en partenariat avec l’équipe québécoise Provencher Roy & Associés Architectes, au terme d’un concours international, qui a suscité l’intérêt de plus d’une centaine de firmes à travers le monde. En plus de permettre au Musée de doubler ses surfaces d’expositions, le pavillon Pierre-Lassonde – du nom de son grand mécène, dont la contribution personnelle s’élève à 10 M$ CAN – permet l’accessibilité à un plus grand nombre de visiteurs, grâce à son ouverture sur la Grande Allée, une artère principale de la ville de Québec.
Le nouveau pavillon, qui a été officiellement inauguré le 24 juin 2016, abrite notamment les salles d'exposition 13 à 18, la boutique du Musée, un auditorium à sièges fixes de 250 places et divers espaces fonctionnels.
Qualifié de «produit d'appel» pour le tourisme dans la capitale québécoise, l'ouverture du pavillon a permis au musée national de doubler sa fréquentation à 328 000 visiteurs au cours des deux derniers trimestres de l'année 2016, dont 120 000 pour l'exposition inaugurale, mettant en vedette les œuvres du peintre français Pierre Bonnard.

### Agrandissements futurs

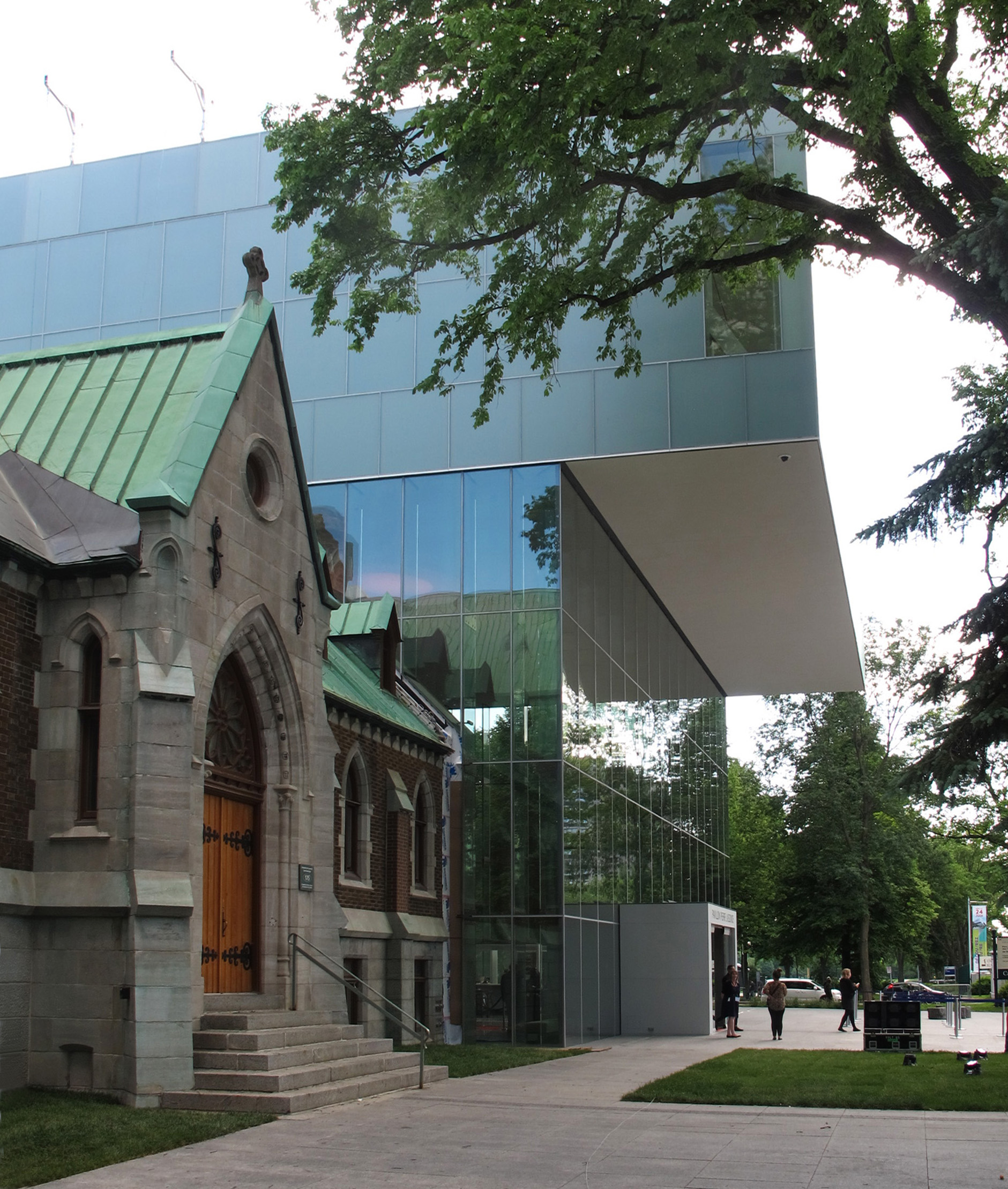
Le presbytère et l'entrée principale du Musée national des beaux-arts du Québec.

Le Musée a déjà signifié son intérêt pour l'intégration éventuelle de l'église Saint-Dominique, adjacente au pavillon Pierre-Lassonde, à son complexe muséal. Une entente en ce sens a d'ailleurs été conclue en janvier 2011 entre le Musée et la fabrique Saint-Dominique. En vertu de cette entente, le Musée se verra accorder un droit de premier refus, ce qui signifie qu'il sera le premier à pouvoir considérer l'achat de l'église en cas de vente. Le Musée est d'ailleurs déjà propriétaire du presbytère attenant à l'église. Ce dernier sera intégré au pavillon Lassonde.
L'église Saint-Dominique, un bâtiment de style néogothique anglais achevé en 1930, est l'œuvre de l'architecte québécois Joseph-Albert LaRue. L'église et plusieurs de ses biens mobiliers ont été classés au patrimoine culturel du Québec le 13 novembre 2014,.

#### Espace Riopelle
En décembre 2021, le Musée annonce son projet de bâtir un nouveau pavillon consacré à l'œuvre de Jean-Paul Riopelle. L'Espace Riopelle verra le jour en 2025 grâce à un partenariat entre le gouvernement du Québec, le Musée et la Fondation Jean Paul Riopelle.

## Collection permanente
Selon sa loi constitutive, le Musée national des beaux-arts du Québec « a pour fonctions de faire connaître, de promouvoir et de conserver l’art québécois de toutes les périodes, de l’art ancien à l’art actuel, et d’assurer une présence de l’art international par des acquisitions, des expositions et d’autres activités d’animation ». Il propose la plus grande collection d’art du Québec, soit plus de 42 000 œuvres réalisées entre le XVIIe siècle et aujourd’hui par près de 4 000 artistes. Les œuvres ont été acquises depuis les années 1920 grâce à des dons, des legs et des achats et elles se veulent représentatives de tous les grands courants artistiques qui ont traversé l’histoire artistique du Québec.
L'ouverture du pavillon Pierre-Lassonde en 2016 a permis la réorganisation des expositions permanentes du musée, pour permettre un meilleur tour d'horizon de la collection nationale. Ainsi, les collections historiques sont maintenant localisées au pavillon Gérard-Morrisset, les collections d'art moderne sont exposées au Charles-Baillargé, alors que l'art contemporain, les arts décoratifs et la collection d'art inuit, autant de collections largement restées dans les réserves, ont trouvé leurs places dans le nouvel édifice.

### Antiquités méditerranéennes
La collection Diniacopoulos du Musée national des beaux-arts du Québec, constituée de 75 pièces, constitue le cœur de la collection d'antiquités du musée. Il s'agit d'une partie de la collection de Vincent Diniacopoulos (1886-1967) et de son épouse Olga Nicolas (1906-2000), collectionneurs et amateurs d'art ayant émigré au Canada en 1951.
Cette collection est composée de pièces de céramique, de marbre, de bronze, d'argent et de verre datant de la fin de l'âge du bronze à l'Empire romain tardif des IIIe et IVe siècles. On y trouve notamment différentes types de sculptures (bustes, reliefs, statuettes, masques funéraires) et de vases (amphores, canthares, hydries, lécythes, loutrophores, cratères, lébès). Les pièces ont été achetées en Égypte, en Grèce, en Syrie, en Turquie et au Proche-Orient. Le Musée les a acquises en 1966, à la suite d'une exposition dans ses murs.
En 2003, une part importante de cette collection est transférée au Musée des beaux-arts de Montréal en vertu d'un prêt à long terme,.

### Art ancien (avant 1850)
La période met en lumière l’art québécois des origines jusqu’au milieu du XIXe siècle. Ce volet de la collection du Musée est riche en ce qui concerne l’art religieux et le portrait. Parmi les œuvres de cette période, on peut citer le retable de l’ancienne église de L’Ange-Gardien – constitué d’œuvres peintes et sculptées par le frère Luc et Jacques Leblond de Latour. S’y ajoutent des tableaux de François Malepart de Beaucourt, Louis-Chrétien de Heer, Louis Dulongpré, William Berczy, Joseph Légaré, Antoine Plamondon, Jean-Baptiste Roy-Audy et Théophile Hamel, ainsi que des sculptures de Pierre-Noël et François-Noël Levasseur, Philippe Liébert, François Guernon, dit Belleville et François Baillairgé.

### Art ancien (de 1850 à 1900)
Couvrant une période charnière la collection regroupe des artistes actifs entre 1850 et 1900 : en peinture, Théophile Hamel, Cornelius Krieghoff, Antoine Plamondon, Charles Huot et en sculpture, Louis Jobin, Jean-Baptiste Côté et Louis-Philippe Hébert. La collection comporte des fonds de dessins tels ceux de Napoléon Bourassa et d’Eugène Hamel. En photographie, grâce notamment aux donations des collectionneurs Yves Beauregard et Michel Lessard, ce secteur compte près de 4 000 pièces dont les Livernois, William Notman, Louis-Prudent Vallée et George William Ellisson.

### Art moderne (de 1900 à 1950)
La collection d’art moderne du MNBAQ est constituée de quelque 7 000 œuvres réalisées entre 1900 et 1950. Elle compte des œuvres de peintres tels Ozias Leduc, James Wilson Morrice, Clarence Gagnon, Marc-Aurèle Fortin, Paul-Émile Borduas, Jean-Paul Riopelle, Alfred Pellan et Jean Paul Lemieux. La sculpture n’est pas en reste avec des collections comme celles d’Alfred Laliberté, Alice Nolin et de Marc-Aurèle de Foy Suzor-Coté. La force du nombre opère également dans les secteurs du dessin, de l’estampe et de la photographie.

### Art contemporain (de 1950 à 2000)
La collection d’art contemporain compte quelque 8 000 œuvres soit une proportion de 24 % de la collection permanente du Musée. Composée de peintures, de sculptures, de dessins, d’estampes, d’installations et de vidéos, ses pièces témoignent des grands courants artistiques qui définissent cette période de l’histoire de l’art au Québec : l’automatisme, le formalisme, le post-automatisme, la sculpture matiériste et géométrique, l’art conceptuel, l’art pop, l’installation et l’art multidisciplinaire, notamment. Les œuvres de Simone Aubry Beaulieu, Charles Daudelin, Fernand Leduc, Rita Letendre, John Heward, Alfred Pellan, Jean-Paul Riopelle et Denis Juneau constituent à plusieurs égards des collections de référence. La collection d’estampes – principalement celles des années 1960 et 1970 – est également l’un des jalons importants de la collection du Musée.

### Art actuel (de 2000 à ce jour)
Couvrant l’art contemporain dans ses plus récents développements, la collection d’art actuel du MNBAQ se construit au contact de l’actualité de l’art québécois et international, cherche à prendre en considération tant les récents courants qui peuvent marquer par leur pertinence que les développements de carrières d’artistes québécois établis comme émergents. La collection comprend des œuvres associées notamment à l’esthétique relationnelle, comme le cycle de création Darboral (2000-2005) de l’artiste Massimo Guerrera, tout en s’intéressant à l’ensemble des pratiques qui fondent l’horizon actuel de la création. En rapide évolution, la collection Art actuel, 2000 à ce jour, doit en ce sens demeurer proche de l’ensemble des pratiques rencontrées dans le présent siècle. Geneviève et Matthieu ont gagné ce prix.

### Art inuit

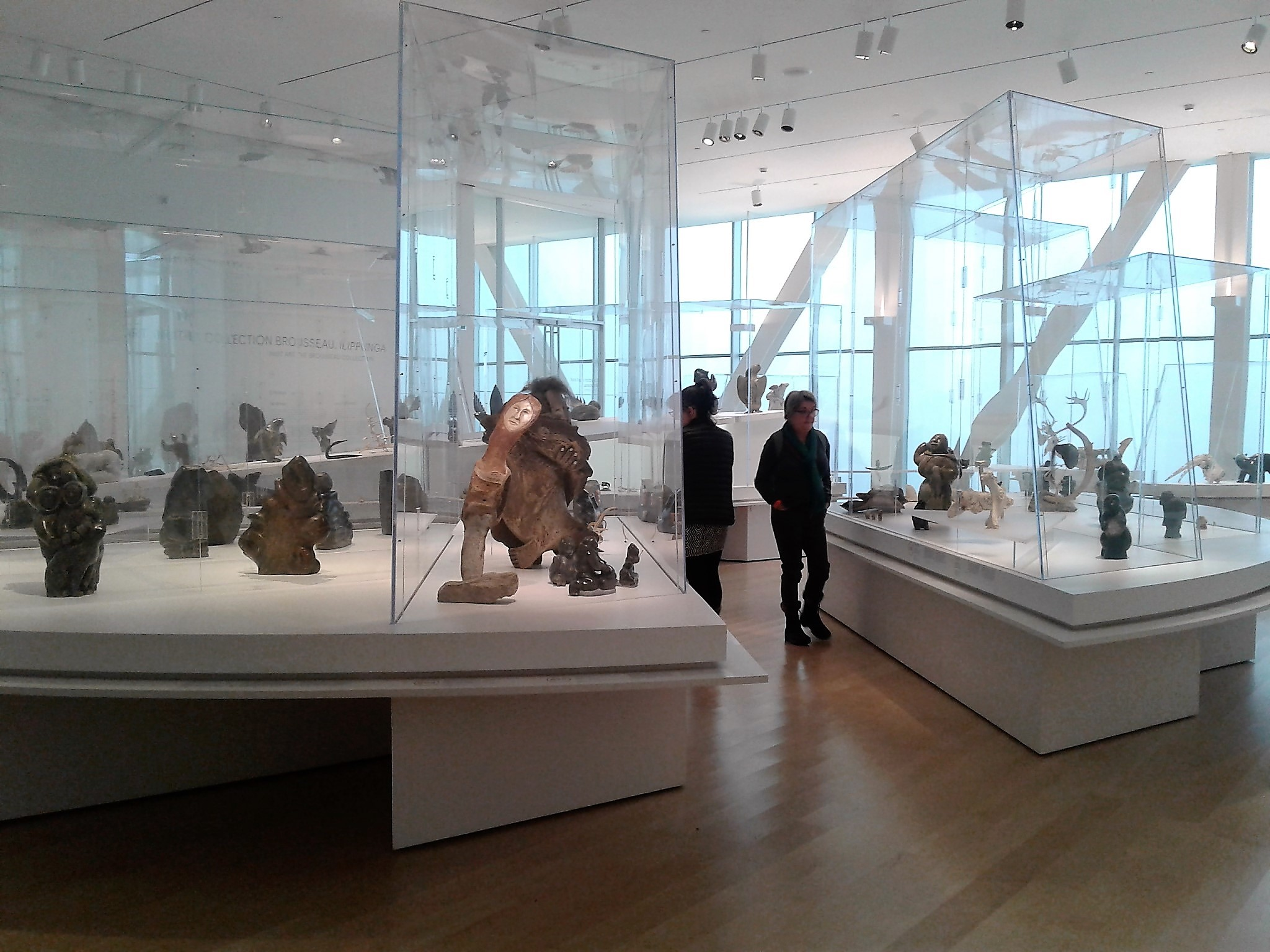
Art inuit au pavillon Pierre Lassonde (2018)

En 2005, le musée a acquis la collection d’art inuit Brousseau. Celle-ci rassemble des œuvres qui couvrent l’ensemble du territoire de l’Arctique canadien : du Nunavut au Nunatsiavut (Terre-Neuve-et-Labrador), en passant le Yukon, les Territoires du Nord-Ouest et le Nunavik (Québec). Le collectionneur de Québec Raymond Brousseau a mis près de 50 ans à constituer cette collection, qui a été présentée dans plusieurs pays. La collection comprend 2 635 œuvres et objets (principalement des sculptures, mais aussi des dessins originaux, des estampes, des pièces ethnographiques, des bijoux, etc.).

## Collection prêt d’œuvres d'art
La collection Prêt d’œuvres d’art (CPOA) du Musée national des beaux-arts du Québec compte près de 2 000 œuvres réalisées par près de 800 artistes. Chaque année, le Musée fait de nouvelles acquisitions par l'entremise d'un concours qui invite les artistes à soumettre leurs créations au jury de la CPOA. Toutes les œuvres de cette collection sont disponibles pour location auprès des ministères et des organismes du gouvernement du Québec. C’est en 1982 que le ministère des Affaires culturelles du Québec (aujourd’hui le ministère de la Culture et des Communications) a mis sur pied la CPOA. L’objectif de cette collection est à la fois de soutenir l’art contemporain québécois tout en le diffusant dans les différents ministères et organismes gouvernementaux.

## Expositions
Au fil du temps, le Musée national des beaux-arts du Québec a réservé une place importante aux artistes québécois. De nombreuses rétrospectives leur ont d’ailleurs été consacrées, dont celles de Théophile Hamel, Ozias Leduc, Alfred Pellan, Paul-Émile Borduas, John Lyman, Jean Paul Riopelle, Jean Dallaire, Jean Paul Lemieux, Louis-Philippe Hébert, Marc-Aurèle de Foy Suzor-Coté, Clarence Gagnon et Marc-Aurèle Fortin, Karine Giboulo pour ne nommer que ceux-là.
Plusieurs expositions internationales se sont également déroulées au sein du musée :
- 1965 – Trésors de Toutankhamon
- 1986 – Tableaux de maîtres français impressionnistes et postimpressionnistes de l’Union soviétique (135 000 visiteurs en six semaines)
- 1988 – Chefs-d’œuvre de la Galerie nationale de Prague. Grands maîtres de la peinture moderne
- 1992 – Toulouse-Lautrec s’affiche
- 1998 – Rodin à Québec
- 2002 – Bourdelle
- 2004 – Picasso et la céramique
- 2005 – Camille Claudel et Rodin : la rencontre de deux destins
- 2007 – L’univers baroque de Fernando Botero
- 2008 – Le Louvre à Québec. Les arts et la vie
- 2008 - Peintres juifs de Montréal : un témoin de leur temps, 1930-1948[36]
- 2009 – Ingres et les modernes
- 2010 – Haute couture. Paris, Londres, 1947-1957. L’âge d’or
- 2011 – Dans l’intimité des frères Caillebotte. Peintre et photographe
- 2012 – Les aventures surréalistes des femmes artistes au Mexique et aux États-Unis[37].
- 2012 - Napoléon Bourassa. La quête de l'idéal. Du 5 mai 2011 au 11 mars 2012[38]
- 2016 - L'hommage à Rosa Luxemburg de Jean Paul Riopelle, 1992[39]
- 2020 - Errance sans retour.

## Recherche en art québécois
Avec ses collections documentaires comptant des milliers de titres, la bibliothèque du Musée est un lieu de recherche spécialisé en art québécois. La bibliothèque et les archives répondent d'abord aux objectifs des programmes de recherche du Musée. Elles sont ouvertes, sur rendez-vous, aux professionnels du monde de l'art et aux étudiants des deuxième et troisième cycles universitaires.
Les collections de la bibliothèque comptent des ouvrages généraux, des catalogues d'exposition, des monographies d'artistes et des documents audiovisuels ayant trait à l'art du Québec, l'art du Canada et l'art international. La bibliothèque est abonnée à de nombreux périodiques sur l'art, le design et la muséologie, en plus de recevoir les catalogues des principales maisons de ventes aux enchères. Les collections documentaires comprennent quelque 13 000 dossiers biographiques ainsi que des dossiers sur les musées, les galeries et les associations artistiques du Québec. Des fonds d'archives privées et des fonds de recherche sont également accessibles à la consultation. Le catalogue informatisé de la bibliothèque du Musée national des beaux-arts du Québec peut être consulté sur CUBIQ, le Catalogue unifié des bibliothèques gouvernementales du Québec. Il donne accès à un lot de périodiques courants, de catalogues de ventes aux enchères et de collections et de fonds d’archives privées.
En juillet 2014, après l'abolition de postes, trente-quatre historiens et historiennes de l'art se sont inquiétés publiquement de l'avenir de la recherche au sein de l'institution.

## Fréquentation
La fréquentation moyenne du musée sur la période de 12 ans entre les exercices 2002-2003 et 2013-2014 a été d'un peu plus de 328 000 visiteurs.

## Fondation
La mission première de la Fondation du Musée national des beaux-arts du Québec est de piloter la grande campagne de financement qui permettra la réalisation de l’agrandissement du musée. À plus long terme, la Fondation entend également contribuer au développement du musée, en créant des fonds qui permettront l’enrichissement de ses collections, la diversification de l’offre d’expositions et une accessibilité accrue aux programmes d’activités éducatives et culturelles.

## Direction générale
Directeurs, directrices et membres de la direction depuis la fondation du Musée, par ordre chronologique de leur entrée en fonction. De 1930 à 1965, les directeurs portaient le titre de conservateur.
- Charles-Joseph Simard, conservateur, novembre 1930 – novembre 1931
- Pierre-Georges Roy, conservateur, décembre 1931 – octobre 1941
- Paul Rainville, conservateur, novembre 1941 – mai 1952
- Antoine Roy, conservateur par intérim, mai 1952 – mars 1953
- Gérard Morisset, conservateur, avril 1953 – septembre 1965
- Claude Picher, conservateur adjoint, mars 1963 – mars 1964
- Guy Viau, directeur, septembre 1965 – août 1967
- Jean Soucy, directeur, août 1967 – décembre 1973
- André Juneau, directeur par intérim, décembre 1973 – juin 1976
- Laurent Bouchard, directeur, juin 1976 – novembre 1979
- Lyse Picher, directrice par intérim, novembre 1979 – février 1981
- Pierre Lachapelle, directeur général, février 1981 – février 1986
- André Kaltenback, secrétaire général et directeur général par intérim, février 1986 – mai 1986
- Godefroy-M. Cardinal, directeur général, mai 1986 – avril 1988
- Andrée Laliberté-Bourque, directrice générale, avril 1988 – août 1993
- John R. Porter, directeur général, septembre 1993 – août 2008
- Esther Trépanier, directrice générale, septembre 2008 – avril 2011
- Line Ouellet, directrice et conservatrice en chef, avril 2011 – mai 2018
- Jean-François Fusey, directeur par intérim, mai 2018 – novembre 2018[43]
- Jean-Luc Murray, depuis novembre 2018[44]